# Nupserha sexpunctata
Nupserha sexpunctata är en skalbaggsart som först beskrevs av Louis Alexandre Auguste Chevrolat 1857.  Nupserha sexpunctata ingår i släktet Nupserha och familjen långhorningar.
Artens utbredningsområde är:
- Benin.
- Ghana.
- Liberia.
- Nigeria.
- Sierra Leone.
- Togo.

Inga underarter finns listade i Catalogue of Life.